# Dasymacaria plebeia
Dasymacaria plebeia är en fjärilsart som beskrevs av Robert H. Carcasson 1964. Dasymacaria plebeia ingår i släktet Dasymacaria och familjen mätare. Inga underarter finns listade i Catalogue of Life.